# ای‌ام-۰۸۷
ای‌ام 087 (انگلیسی: AM-۰۸۷) نوعی داروی مسکن است که به عنوان یک آنتاگونیست کانابینوئید عمل میکند. این دارو از مشتقات تتراهیدروکانابینول است.